# Mikel Aristi
Mikel Aristi Gardoki (Bergara, 28 mei 1993) is een voormalig Spaans wielrenner.

## Carrière
In 2013 en 2014 stond Aristi onder contract bij Euskadi. Nadat die ploeg er eind 2014 mee stopte zat Aristi zonder ploeg. Desondanks reed hij zich namens een Spaanse nationale selectie naar onder andere een veertiende plek in de Ronde van La Rioja.
Na een jaar zonder ploeg te hebben gezeten tekende Aristi voor het seizoen 2016 een contract bij het Franse Delko Marseille Provence KTM, dat dat jaar voor het eerst een procontinentale licentie zou hebben. In zijn debuutjaar nam hij onder meer deel aan de Trofeo Laigueglia en de Ronde van Turkije. Zijn tweede seizoen begon hij met een zesde plaats in de Grote Prijs van de Etruskische Kust. In februari behaalde hij zijn eerste profoverwinning door de openingsrit van de Tropicale Amissa Bongo op zijn naam te schrijven. De leiderstrui die hij daaraan overhield raakte hij na de derde etappe kwijt aan Stanislaw Bazjkow. Na zeven etappes eindigde Aristi op de zeventiende plaats in het algemeen klassement en, met een achterstand van zeventien punten op Bazjkow, als tweede in het puntenklassement. Later dat jaar eindigde hij onder meer tweemaal bij de beste tien renners in de Ronde van Hainan.
In 2018 maakte Aristi de overstap naar Euskadi Basque Country-Murias. In zijn eerste seizoen bij de ploeg werd hij onder meer zevende in de Tro Bro Léon. In 2019 won hij een etappe in zowel de Ronde van Portugal als de Ronde van de Limousin-Nouvelle-Aquitaine.

## Overwinningen
2014
1e etappe Ronde van Gironde (ploegentijdrit)
2017
1e etappe La Tropicale Amissa Bongo
2019
2e etappe Ronde van Portugal
2e etappe Ronde van de Limousin-Nouvelle-Aquitaine

## Resultaten in voornaamste wedstrijden
| Jaar | Ronde van Italië | Ronde van Frankrijk | Ronde van Spanje |
| ---- | ---------------- | ------------------- | ---------------- |
| 2016 |                  |                     |                  |
| 2017 |                  |                     |                  |
| 2018 |                  |                     |                  |
| 2019 |                  |                     |                  |
| 2020 |                  |                     |                  |

| Jaar | Parijs-Roubaix | Parijs-Tours |
| ---- | -------------- | ------------ |
| 2016 | opgave         |              |
| 2017 | opgave         |              |
| 2018 |                |              |
| 2019 |                | opgave       |
| 2020 |                | 46e          |

## Ploegen
- 2013 –  Euskadi
- 2014 –  Euskadi
- 2016 –  Delko Marseille Provence KTM
- 2017 –  Delko Marseille Provence KTM
- 2018 –  Euskadi Basque Country-Murias
- 2019 –  Euskadi Basque Country-Murias
- 2020 –  Euskaltel-Euskadi
- 2021 –  Euskaltel-Euskadi
- 2022 –  Euskaltel-Euskadi

Aristi · Bagües · Barbero · Bizkarra · Iparragirre · Iturria · Larrinaga · Merino · Orbe · Zuazubiskar · Chetout (stagiair) · Etxeberria (stagiair)
Aberasturi · Aristi · Barbero · Etxeberria · Iturria · Larrinaga · Lechuga · Mínguez · Orbe · Txoperena · Zuazubiskar · Irisarri (stagiair) · San Sebastián (stagiair)
Andersen · Aristi · Combaud · Di Grégorio · Díaz · El Fares · Fernández · Finetto · Giraud · Hupond · Laas · Lemarchand · Madrazo · Martinez · Pacher · Rodríguez · Šiškevičius · Smukulis · Couanon (stagiair) · Dyball (stagiair) · Liepiņš (stagiair)
Aberasturi · Aristi · Bagües · Barceló · Barrenetxea · Barthe · Bizkarra · Bravo · González · Irizar · Iturria · Loubet · Prades · Ó. Rodríguez · S. Rodríguez · Sáez · Samitier · Sanz · Txoperena · Udondo
Aristi · Bagües · Barceló · Barrenetxea · Barthe · Berrade · Bizkarra · Bravo · González · Intxausti · Irizar · Iturria · López-Cózar · Ó. Rodríguez · S. Rodríguez · Sáez · Samitier · Sanz · Udondo · Viejo
Angulo · Aristi · Azparren · Azurmendi · Ballarin · Bizkarra · Bou · Canal · Cuadrado · Etxeberria · Goikoetxea · Iribar · Irizar · Isasa · Iturria · Juaristi · Lobato · Martín · Maté ·  Soto · Lasa (stagiair) · Mintegui (stagiair)